# Lewis Dayton
Lewis Dayton (3 de fevereiro de 1888 - janeiro de 1963) foi um ator britânico que apareceu em uma série de filmes durante a era do cinema mudo e início do falado, em grande parte em papéis coadjuvantes, mas ocasionalmente como atriz principal.

## Filmografia selecionada
- A Daughter of Uncle Sam (1918)
- The Shadow Between (1920)
- A Rank Outsider (1920)
- The Great Day (1921)
- The Lilac Sunbonnet (1922)
- Yesterday's Wife (1923)
- Cordelia the Magnificent (1923)
- What Fools Men (1925)
- Spangles (1928)
- S.O.S. (1928)
- The Celestial City (1929)
- The Runaway Princess (1929)
- Lloyd of the C.I.D. (1932)
- The Strangler (1932)